# خانه فاضل عراقی
خانه فاضل عراقی مربوط به دوره قاجار است و در تهران، غرب میدان فردوسی، کوچه پارس واقع شده و این اثر در تاریخ ۱۱ بهمن ۱۳۷۸ با شمارهٔ ثبت ۲۵۶۸ به‌عنوان یکی از آثار ملی ایران به ثبت رسیده است.